# Табірна вулиця (Київ)
Табірна вулиця — вулиця в Шевченківському районі міста Києва. Пролягає від вулиці Жамбила Жабаєва до Берестейського проспекту.
Прилучаються Дегтярівська вулиця та Артилерійський провулок.

## Історія
Вулиця виникла у 1-й чверті XX століття, в різних документах фігурувала під назвами Табірна та Лагерна (калька з рос. лагерь — табір). Назва походить від розташованих колись поблизу неї Сирецьких літніх військових таборів. До 1961 року складала єдину вулицю з теперішніми Дорогожицькою і Парково-Сирецькою вулицями. У 2018 році назву уточнено як Табірна вулиця.

## Установи
- Університет економіки та права «Крок» (буд. № 30-32)
- Відділення зв'язку № 113 (буд. № 46/48)
- Дошкільний навчальний заклад № 79 (буд. № 34)